# Joseph Holbrooke
Joseph Charles Holbrooke (født 5. juli 1878 i Croydon - død 5. august 1958 i London, England) var en engelsk komponist, dirigent, pianist og kritiker.
Holbrooke studerede klaver og komposition på Det Kongelige Musikkonservatorium i London. Han har som komponist skrevet 8 symfonier, orkesterværker, symfoniske digtninge, kammermusik, koncertmusik, operaer etc. Han havde mest succes som pianist og dirigent, og levede også som musikkritiker. Hans kompositioner på hans samtid fik aldrig rigtig nogen anerkendelse, og er først nu ved at få bevågenhed og blive spillet og indspillet.

## Udvalgte værker
- Symfoni nr. 1 "Hyldest til Edgar Allan Poe" (1907) - for kor og orkester
- Symfoni nr. 2 "Apollo og sømanden" (1907) - for kor og orkester
- Symfoni nr. 3 "Skibe" (1925) - for orkester
- Symfoni nr. 4 "Den lille: Hyldest til Schubert" (1928) - for orkester
- Symfoni nr. 5 "Vilde Hvaler" (1930´erne) - for brassband
- Symfoni nr. 6 "Gamle England" (1928) - for militærorkester
- Symfoni nr. 7 (1929) - for strygeorkester
- Symfoni nr. 8 "Danse Symfoni" (1930) - for klaver og orkester
- Sinfonietta (1930´erne) - for 14 blæsere
- Klaverkoncert nr. 1 "Sangen om Gwyn" (1906-1908) - for klaver og orkester
- Klaverkoncert nr. 2 "Orienten" (1928) - for klaver og orkester
- "Ravnen" (Symfonisk digtning) (1900) - for orkester